# Cuarta Brigada del Ejército Nacional
La Cuarta Brigada del Ejército Nacional de Colombia es una unidad operativa  compuesta por ocho batallones, un grupo de caballería y dos Gaulas Militares, ubicados en Antioquia. Su sede se encuentra en Medellín. Pertenece a la Séptima División del Ejército Nacional Su actual comandante es el Brigadier General Juan Carlos Fajardo.

## Historia
La unidad militar como tal nació el 30 de diciembre de 1919, pero es hasta el 16 de octubre de 1931 que se reorganiza y se le asigna el departamento de Antioquia como su jurisdicción.
La Cuarta Brigada cuenta en la actualidad con 12 unidades operacionales, hace presencia en 91 municipios del departamento de Antioquia y por uno del Chocó llamado El Carmen de Atrato. Vela por la seguridad de las subregiones del norte, oriente, suroeste, occidente de Antioquia y Valle de Aburrá.

### Falsos positivos
La Cuarta brigada estuvo muy implicada en el escándalo de los falsos positivos. Entre 2002 y 2003, en el marco de la política de seguridad democrática, al menos 232 civiles fueron ejecutados por la Cuarta Brigada según la Jurisdicción Especial para la Paz (JEP). Al menos 40 de las víctimas eran menores.
De acuerdo con el Observatorio de Derechos Humanos y Derecho Internacional Humanitario Coordinación Colombia- Estados Unidos, esta Brigada ejecutó el 21,8% de los casos de “falsos positivos” cometidos en todo el país. Por eso, el prestigio de esta unidad militar empezó su declive en 2007, cuando aparecieron las denuncias de familias campesinas que advertían que sus seres queridos fueron presentados como bajas en combate, tildándolos de guerrilleros. Las organizaciones sociales comenzaron indagar desde esa fecha hasta 2015 para esclarecer qué pasaba, sobre todo porque los homicidios contra campesinos en zonas rurales de Antioquia, principalmente en el oriente del departamento, no cesaron.
La brigada también colaboró con el Bloque Metro de las AUC.

## Unidades

### Cuarta Brigada Medellín
La Cuarta Brigada Medellín fue creada en 1910, con jurisdicción en Antioquia.

#### Batallones
- Batallón de Infantería No.10;
- Batallón de Infantería No.11;
- Batallón de Infantería No.32;
- Grupo de caballería Mecanizada No.4;
- Batallón de Artillería No.4;
- Batallón de Ingenieros de Combate No. 4;
- Batallón de Policía Militar No.4;
- Batallón de Apoyo y Servicio para el Combate No. 4;
- Batallón Especial Energético y Víal No.4;
- Batallón de Instrucción y Entrenamiento No.4;
- Gaula Militar Antioquia;
- Gaula Militar Oriente.[5]